# نزف عند السبر
النزف عند السبر، الذي يُعرف أيضًا باسم نزيف اللثة هو مصطلح يستخدمه أطباء الأسنان وأخصائيو صحة الأسنان عند الإشارة إلى النزيف الناجم عن الملامسة اللطيفة للأنسجة في عمق الميزاب اللثوي، أو الثلم بين اللثة والسن. غالبًا ما يكون النزف عند السبر اختصارًا لـ «بي أو بّي»، ويدل على التهاب اللثة ويشير إلى نوع من التخرب والتآكل في بطانة الميزاب اللثوي (الثلم) أو تقرّح الظهارة. يأتي الدم من الصفيحة الأصلية بعد تقرح البطانة.

## الأسباب
هناك العديد من الأسباب المحتملة لنزيف اللثة. السبب الرئيسي لنزيف اللثة هو تكوّن وتراكم اللويحة في خط اللثة بسبب التنظيف الخاطئ للأسنان والتنظيف الخاطئ بالخيط. الشكل القاسي من اللويحة هو الجير (القلح). التهاب النسج حول السنية هو شكل متقدم من التهاب اللثة نتيجة لتشكل اللويحة. تشتمل الحالات الأخرى المصاحبة لنزيف اللثة على ما يلي: 
- أطقم الأسنان الجديدة.
- عدوى الأسنان و/أو اللثة.
- داء السكري.[4]
- ارتفاع ضغط الدم. [5]
- فرفرية نقص الصفيحات الأساسية.
- اللوكيميا.
- سوء التغذية.
- العلاج بالأسبرين ومضادات التخثر.[6]
- الاختلالات الهرمونية أثناء البلوغ والحمل.
- فرط حمل الحديد.

الأسباب الأخرى الأقل شيوعًا هي:
- نقص فيتامين سي (الإسقربوط) ونقص فيتامين ك
- حمى الضنك[7]

## التشخيص
يجب أن يكون الفحص الذي يجريه طبيب الأسنان أو اختصاصي صحة الأسنان كافيًا لاستبعاد أمور مثل سوء التغذية والبلوغ. قد يلزم إجراء اختبارات تشخيصية إضافية عند الشك ببعض الأمراض المحتملة. يشتمل هذا على اختبار تحمل الغلوكوز الفموي لمرض السكري، وتحاليل الدم، ومستويات الغدد التناسلية للتأكد من الحمل، وصور الأشعة السينية للأسنان وعظام الفك.
من أجل تحديد صحة لثة المريض، يقوم طبيب الأسنان أو اختصاصي صحة الأسنان بتسجيل عمق الجيب اللثوي ويلاحظ أي نزف عند الفحص. غالبًا ما يتحقق ذلك باستخدام مسبار اللثة. بدلًا من ذلك، يمكن استخدام خيط تنظيف الأسنان أيضًا من أجل تقييم مؤشر نزيف اللثة. يُستخدم تقييم أولي لصحة اللثة للمريض خاصة من أجل قياس درجة الالتهاب اللثوي. تستخدم عدد مواقع النزف لحساب درجة نزيف اللثة.
تؤكد دراسات بيير لطب الأسنان أن النزف عند الفحص هو مؤشر إيجابي ضعيف لأمراض اللثة، ولكن على العكس من ذلك فإن عدم النزف هو مؤشر سلبي قوي جدًا. التفسير السريري لهذا البحث هو أنه في حين غياب مشعر (بي أو بّي) قد لا يشار إلى أمراض اللثة، لكن استمرار غياب مشعر (بي أو بّي) مؤشر قوي (نحو 98٪) على صحة اللثة المستمرة.

## العلاج
- يجب أن تُعد العلاجات المقابلة للأمراض المشخصة أولوية أولى.
- تجب زيارة طبيب الأسنان أو اختصاصي الصحة مرة كل ثلاثة أشهر من أجل إزالة اللويحة.
- يوصى باستخدام فرشاة أسنان ذات شعيرات ناعمة لتنظيف الأسنان. يمكن تلطيف فرش الأسنان ذات الشعر الخشن عن طريق تركها تحت ماء جار ساخن (ساخن جدًا) قبل تنظيف الأسنان في كل مرة. [10]
- التنظيف بالخيط مرتين يوميًا يمكن أن يمنع تراكم اللويحات.
- يجب تجنب التبغ بسبب إمكانية أن يؤدي إلى تفاقم نزيف اللثة.
- يجب أيضًا اتباع نظام غذائي صحي متوازن.
- يجب استخدام برنامج العلاج الطبيعي باستخدام معجون أسنان لا يستلزم وصفة طبية مع تريكلوسان بالإضافة إلى الرعاية المنزلية.
- إذا استمر الالتهاب والنزيف، يكون وصف الغسول المضاد للويحة مفيدًا.